# Formby Golf Club
De Formby Golf Club is een golfclub aan de kust van Lancashire, Engeland.

## Geschiedenis
De club werd in 1894 opgericht. In die tijd mochten vrouwen geen lid worden en zelfs niet in het clubhuis komen. In 1896 werd de Formby Ladies Golf Club opgericht, die onafhankelijk is van de Formby Golf Club. De dames hadden ook een eigen clubhuis. Hun 18-holes golfbaan wordt omringd door de 18 holesbaan van de Formby Club. Tegenwoordig mogen ook mannen op de damesclub spelen.
In 1912 werd de oorspronkelijke baan door Willie Park jr. veranderd. Tien jaar later werden de laatste vier holes veranderd door Hawtree & Tayler, die in 1933 nog een paar kleine veranderingen aanbrachten. De laatste grote veranderingen werden gedwongen door Donald Steel en Frank Pennick gemaakt na de aanleg van de dokken van Liverpool in 1970, waardoor de kust wat afkalfde en zeewater regelmatig op de greens van hole 8 en 9 woei. In 1998 werden nieuwe backtees gemaakt.
Het clubhuis brandde in 1899 af en werd in 1901 vervangen. Toen de club 25 jaar bestond, bood Joseph Bruce Ismay, directeur van de White Star Line, de club een klokkentoren aan. Er zijn enkele gastenkamers. In 1998 werd het clubhuis uitgebreid. Er werd een nieuwe kleedkamer aangebouwd en in de voormalige kleedkamer kwam een bar voor golfers. De capaciteit van de eetzaal ging van 50 naar 120 gasten.

## Toernooien
De club is gastheer geweest van meerdere nationale en internationale toernooien, waaronder:
- Brits Amateur: 1957 (Jack Reid versloeg Harold Ridgley), 1967 (Bob Dickson versloeg Ron Cerrudo, 1984 (Olazábal versloeg Montgomerie), 2009 (Manassero versloeg Hutsby)
- Curtis Cup: 2004 (gewonnen door de Verenigde Staten)

## Bekende leden
- Paul Kinnear, lid nationaal team, handicap +3.4

## Trivia
- Wegens de bijzondere natuur is de baan 'Site of Special Scientific Interest' verklaard.
- Er bestaat ook een Formby Hall Golf Club.